# Nikolajevsk-na-Amure

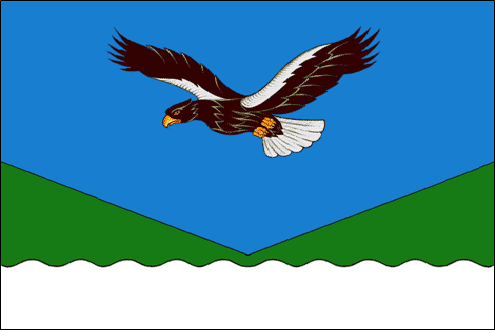
Stadens flagga

Nikolajevsk-na-Amure (alternativt Nikolajevsk vid Amur, ryska Никола́евск-на-Аму́ре) är en stad i Chabarovsk kraj i Ryssland, nära floden Amurs mynning. Folkmängden uppgick till 20 274 invånare i början av 2015.
Nikolajevsk var tidigare en betydande fiskehamn, som dock endast är isfri några månader om året och hamnen nås inte av större fartyg. Innan Vladivostok växte fram var Nikolajevsk Rysslands främsta hamn mot Stilla havet. Under Ryska inbördeskriget drabbades staden hårt.